# Пупочник каппадокийский
Пупочник каппадокийский (лат. Omphalodes cappadocica) — вид многолетних растений семейства Бурачниковые (Boraginaceae). Используется в декоративном садоводстве в качестве почвопокровного растения.

## Описание
Растение имеет горизонтальное корневище с большим количеством придаточных корней, слабыми тонкими стеблями, достигающими в высоту 15-30 см, которые заканчиваются рыхлыми завитками. Прикорневые листья крупные, длиной 10 — 20 см, с длинными черешками, пластинки их яйцевидные, коротковолосистые, с глубокосердцевидным основанием и резко выдающимися дугообразными боковыми жилками; стеблевые листья мельче, сидячие.
Цветёт в феврале-апреле.

## Ареал
Пупочник каппадокийский родом из лесов нижнего пояса Западного Кавказа, но может использоваться на альпийских горках и в условиях Средней России.